# Enrico di Monfort
Enrico di Monfort (título original en italiano; en español, Enrique de Monforte) es una ópera en dos actos con música de Carlo Coccia y libreto en italiano de Gaetano Rossi. Se estrenó el 12 de noviembre de 1831 en el Teatro alla Scala de Milán, Italia, pero fue un gran fracaso.